# Setmana Catalana de 1990
La Setmana Catalana de 1990, va ser la 27a edició de la Setmana Catalana de Ciclisme. Es disputà en 6 etapes del 19 al 23 de març de 1990. El vencedor final fou el basc Iñaki Gastón de l'equip Clas-Cajastur per davant de Tony Rominger i Raúl Alcalá.
Gastón es va emportar el triomf final gràcies a la diferència aconseguida al pròleg. La majoria de les etapes van acabar a l'esprint i l'etapa d'Andorra, va servir per marcar el podi final. Els 14 primers de la general van estar separats per menys d'un minut.

## Etapes
| Etapa  | Data       | Ciutats d'etapa                                 | km    | Vencedor de l'etapa   | Líder de la general  |
| ------ | ---------- | ----------------------------------------------- | ----- | --------------------- | -------------------- |
| Pròleg | 19 de març | Torredembarra – Torredembarra (CRI)             | 5,1   | Francis Moreau (FRA)  | Francis Moreau (FRA) |
| 1a     | 19 de març | Torredembarra – Lleida                          | 124,0 | Guido Bontempi (ITA)  | Francis Moreau (FRA) |
| 2a     | 20 de març | Lleida - Andorra la Vella ( Andorra)            | 183,0 | Pedro Delgado (ESP)   | Iñaki Gastón (ESP)   |
| 3a     | 22 de març | Martinet de Cerdanya - Santa Coloma de Gramenet | 196,0 | Urs Freuler (SUI)     | Iñaki Gastón (ESP)   |
| 4a     | 23 de març | Barcelona - Lloret de Mar                       | 160,0 | Uwe Ampler (RDA)      | Iñaki Gastón (ESP)   |
| 4a     | 24 de març | Lloret de Mar - Lloret de Mar                   | 157,0 | Mathieu Hermans (NED) | Iñaki Gastón (ESP)   |

### Pròleg[1]
19-03-1990: Torredembarra, 5,1 km.:
|   | Ciclista             | Equip        | Temps   |
| - | -------------------- | ------------ | ------- |
| 1 | Francis Moreau (FRA) | Histor-Sigma | 06' 16" |
| 2 | Melcior Mauri (ESP)  | ONCE         | + 07"   |
| 3 | Erik Breukink (NED)  | PDM          | + 10"   |

### 1a etapa[1]
19-03-1990: Torredembarra – Lleida, 124,0 km.
|   | Ciclista                | Equip         | Temps      |
| - | ----------------------- | ------------- | ---------- |
| 1 | Guido Bontempi (ITA)    | Carrera Jeans | 2h 59' 55" |
| 2 | Alfonso Gutiérrez (ESP) | BH-Amaya      | m. t.      |
| 3 | Uwe Raab (RDA)          | PDM           | m. t.      |

### 2a etapa[2]
20-03-1990: Lleida - Andorra la Vella, 183,0 km.:
|   | Ciclista            | Equip         | Temps      |
| - | ------------------- | ------------- | ---------- |
| 1 | Pedro Delgado (ESP) | Banesto       | 4h 48' 20" |
| 2 | Tony Rominger (SUI) | Chateau d'Ax  | m. t.      |
| 3 | Iñaki Gastón (ESP)  | Clas-Cajastur | m. t.      |

### 3a etapa[3]
21-03-1990: Martinet de Cerdanya - Santa Coloma de Gramenet, 196,0 km.:
|   | Ciclista                | Equip               | Temps      |
| - | ----------------------- | ------------------- | ---------- |
| 1 | Urs Freuler (SUI)       | Panasonic-Sportlife | 4h 38' 13" |
| 2 | Alfonso Gutiérrez (ESP) | BH-Amaya            | m. t.      |
| 3 | Acacio da Silva (POR)   | Carrera Jeans       | m. t.      |

### 4a etapa[4]
22-03-1990: Barcelona - Lloret de Mar, 160,0 km.:
|   | Ciclista              | Equip         | Temps      |
| - | --------------------- | ------------- | ---------- |
| 1 | Uwe Ampler (RDA)      | PDM           | 4h 15' 50" |
| 2 | Acacio da Silva (POR) | Carrera Jeans | m. t.      |
| 3 | Manuel Abreu (POR)    | Sicasal       | m. t.      |

### 5a etapa[5]
23-03-1990: Lloret de Mar - Lloret de Mar, 157,0 km.:
|   | Ciclista                     | Equip           | Temps      |
| - | ---------------------------- | --------------- | ---------- |
| 1 | Mathieu Hermans (NED)        | Seur            | 3h 56' 33" |
| 2 | Manuel Jorge Domínguez (ESP) | Tulip Computers | m.t        |
| 3 | Camillo Passera (ITA)        | Chateau d'Ax    | m.t        |

## Classificació General
|    | Ciclista                 | Equip               | Punts       |
| -- | ------------------------ | ------------------- | ----------- |
| 1  | Iñaki Gastón (ESP)       | Clas-Cajastur       | 20h 45' 19" |
| 2  | Tony Rominger (SUI)      | Chateau d'Ax        | + 06"       |
| 3  | Raúl Alcalá (MEX)        | PDM                 | + 09"       |
| 4  | Pedro Delgado (ESP)      | Banesto             | + 12"       |
| 5  | Luc Roosen (BEL)         | Histor-Sigma        | + 30"       |
| 6  | Erik Breukink (NED)      | PDM                 | + 33"       |
| 7  | Stephen Roche (IRL)      | Histor-Sigma        | + 34"       |
| 8  | Viatxeslav Iekímov (URS) | Panasonic-Sportlife | + 38"       |
| 9  | Eric van Lancker (BEL)   | Panasonic-Sportlife | + 41"       |
| 10 | Jaanus Kuum (NOR)        | Teka                | + 47"       |